# Владычна
Владычна (укр. Владична) — село в Недобоевской сельской общине Днестровского района Черновицкой области Украины.
До 2020 года входило в Хотинский район
Население по переписи 2001 года составляло 1742 человека. Почтовый индекс — 60033. Телефонный код — 3731. Код КОАТУУ — 7325089202.